# Liebe, Sex und Twilight Zone
Liebe, Sex und Twilight Zone ist das zweite Soloalbum des deutschen Rappers Kaas. Es erschien am 6. Mai 2011 über das Stuttgarter Label Chimperator Productions und wird über Rough Trade Distribution GmbH vertrieben. Liebe, Sex und Twilight Zone ist ein Doppel-Album, das stilistisch in zwei Teile gegliedert ist. Als Hauptproduzent wirkte Dirty Dasmo an der musikalischen Gestaltung der Veröffentlichung. Das Album erreichte Platz 39 der Album-Charts.

## Hintergrund
Nachdem im Mai 2009 Kaas’ Debütalbum T.A.F.K.A.A.Z. :D sowie im Oktober desselben Jahres Denn dein ist das Reich und die Kraft und die Herrlichkeit, in Ewigkeit, Orsons seiner Gruppe Die Orsons erschienen waren, kündigte Chimperator Productions Ende Januar 2011 das zweite Soloalbum des Rappers zunächst für den 29. April 2011 an. Einige Wochen nach der Ankündigung wurde der Veröffentlichungstermin aus nicht kommunizierten Gründen um eine Woche auf den 6. Mai 2011 verschoben.
Liebe, Sex und Twilight Zone ist ein Doppel-Album. Bei der ersten Hälfte handelt es sich um ein Rap-Album, während der zweite Teil stilistisch dem Eurodance zugeordnet werden kann. Die Idee zu einem Eurodance-Album liegt darin begründet, dass Kaas in seiner Kindheit Anhänger des Genres war. Durch die Stilrichtung der elektronischen Tanzmusik lernte er auch Rap kennen. Einige Jahre später stellte Kaas nach eigenen Angaben fest, dass das Genre Eurodance eine durch die Plattenindustrie „am Reißbrett konstruierte Popmusik“ sei, die Elemente verschiedener Musikstile verwende. Da ihm jedoch die Konstellation aus Dance-Rhythmus, einem für die Strophen verantwortlichen Rapper sowie einer Sängerin gefielen, entschied er sich dazu, ein Album dieses Genres aufnehmen. Im Unterschied zum ehemals erfolgreichen Eurodance sei Kaas’ Ansatz gewesen, der Musik „Seele“ einzuhauchen. Den für die zweite Albumhälfte verwendeten Ausdruck „Twilight Zone“ verbinde er mit dem Eurodance-Duo 2 Unlimited, das Anfang der 1990er Jahre einen gleichnamigen Song veröffentlicht hat, sowie mit der Single des deutschen Rappers Moses Pelham.

## Titelliste
CD1 – Liebe, Sex & …
1. Von mir geliebt –  4:25
2. Frau in Tansania – 4:25
3. Geiles Leben – 3:34

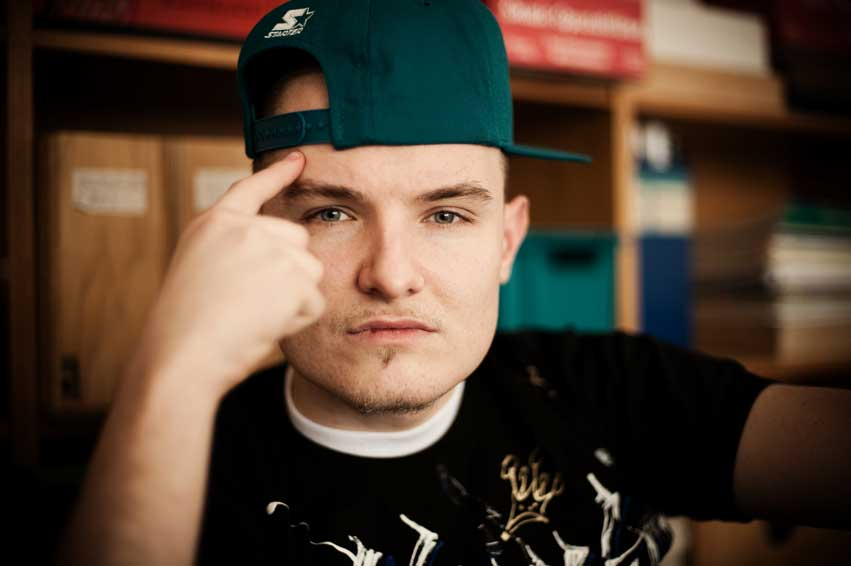
Kaas

4. Liebe, Sex und Zärtlichkeit – 4:04
5. Love vs. Hate (feat. Kamp und Casper) – 4:20
6. Relax (feat. Lean) – 5:56
7. Vergeben & Verzeihen (feat. Doreen) – 5:08
8. Crips, Bloods & Hollywood (feat. Moe Mitchell) – 5:14
9. Mach Dir keine Sorgen (feat. Glasperlenspiel) – 3:49
10. Rendezvous mit einem Engel (feat. Vasee) – 6:00

CD2 – Twilight Zone
1. Join The Lovemovement – 3:42

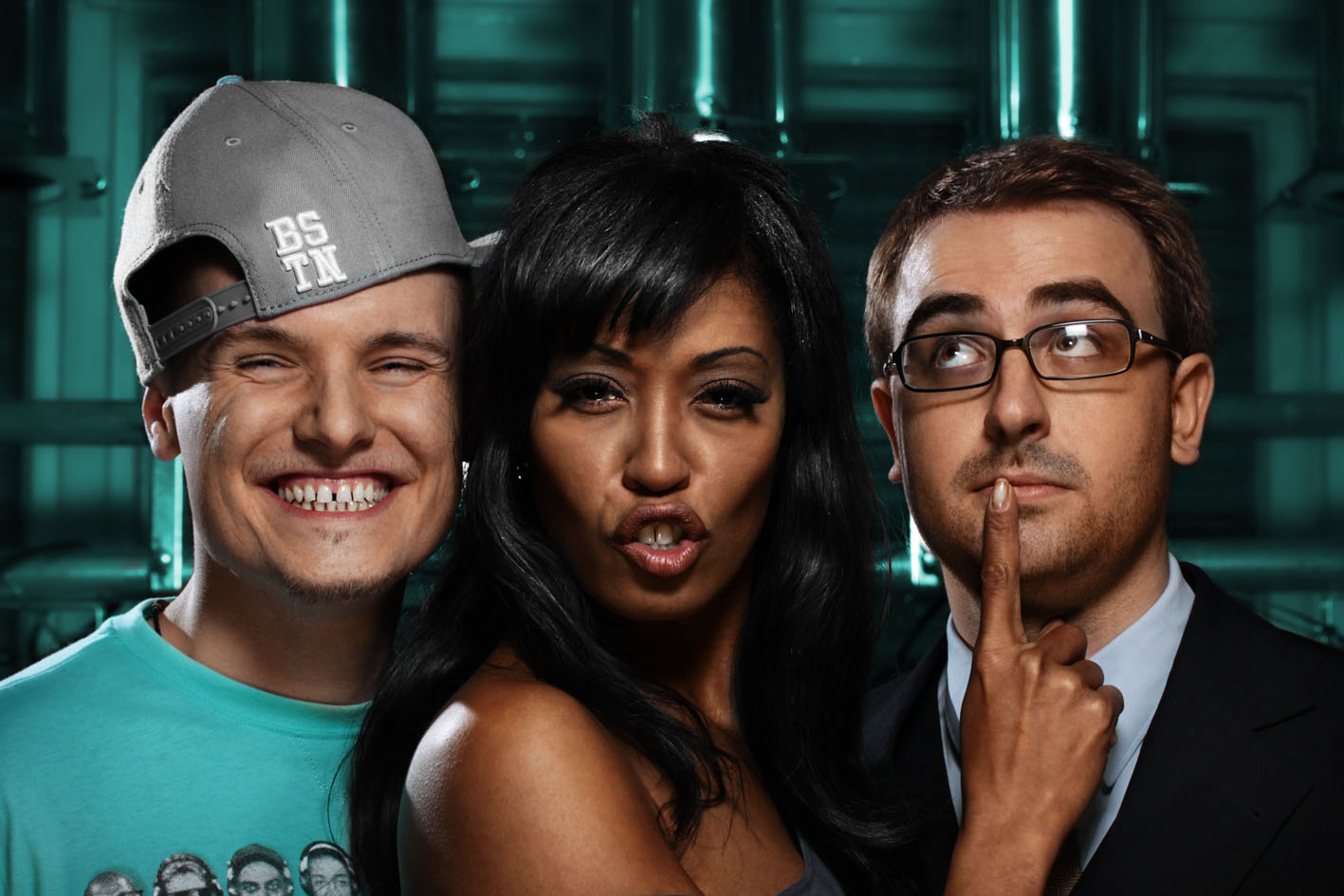
Kaas, Kyss Major und Dirty Dasmo von Twilight Zone

2. Jesus Loves Me (feat. Nana) – 4:32
3. Planet Of Love – 4:14
4. Amelies Rhapsody – 4:25
5. Master Of Seduction – 3:55
6. Der Chef der Bank – 3:23
7. Tonight – 3:58
8. The Puppet Master – 3:29
9. Real Love – 4:16
10. Agatha Secret – 4:00
11. Sweet Mango Summer (SMS) – 4:22

## Versionen
Das Album wurde in verschiedenen Versionen veröffentlicht. Neben der Standard-Version, die 21 Stücke umfasst, erschienen drei weitere Ausführungen unter den Namen Unicorn Edition, iTunes-Edition und Mzee-Edition. Die Unicorn Edition kann ausschließlich über die Filialen der Handelskette Müller bezogen werden. Sie ist in einem Pappschuber verpackt und enthält einen Code, mit welchem sich der Käufer über die Internetseite der Plattenfirma Chimperator Productions ein kostenloses T-Shirt bestellen kann. Sie ist auf eine Stückzahl von 1000 Exemplaren limitiert. Beim Kauf des Albums bei iTunes enthält es mit dem Jopez-Remix zu Geiles Leben ein exklusives Stück. Zudem wurde das Cover durch die Verdeckung der Brüste des Einhorns abgeändert, um das Album auf dem internationalen Markt verkaufen zu könne. Die Album-Variante der Internetseite Mzee.com enthält zusätzlich ein von Kaas signiertes Poster.

## Texte
Wie bereits auf T.A.F.K.A.A.Z. :D verarbeitet Kaas in dem Lied Jesus Loves Me den Amoklauf von Winnenden. Mit diesem war der Rapper in verschiedenen Medien aufgrund des zeitlich Zusammentreffens der Veröffentlichung seines Songs Amokzahltag mit dem realen Amoklauf in Verbindung gebracht worden. In Jesus Loves Me schildert Kaas seine schlechte emotionale Verfassung nach den Geschehnissen in Winnenden und die damit verbundene Angst, Mitschuld an der Tat zu tragen. In dieser Zeit traf er auch auf Angehörige der Opfer, mit denen er Gespräche führte. Eine Person antwortete ihm, auf die Frage wie es möglich sei, nach den Ereignissen weiterzuleben, dass er „an die Macht des Herrn“ glaube und darauf vertraue. Kaas berichtet von der darauf folgenden Unterhaltung, die er mit dieser Person über Jesus Christus, Gott und die Bedeutung von Selbst- und Nächstenliebe geführt hat. In der dritten englischsprachigen Strophe geht Nana auf das Leben Jesu weiter ein.

## Produktion

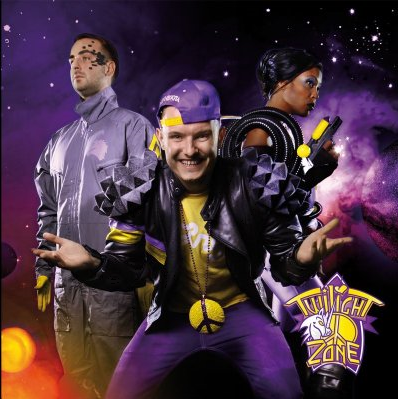
Back-Cover des Albums

Die Aufnahmen für Liebe, Sex und Twilight Zone fanden in Stuttgart und Berlin statt. Im Stuttgarter Unicorn Studio entstanden die Stücke der ersten CD. Für die zweite Hälfte des Albums wurde das Beats and Sound Studio des Produzenten Dirty Dasmo genutzt. Dasmo, der vor allem durch die Produktion des Albums Base Ventura des Rappers Marteria bekannt ist, tritt auf dem Album auch als Hauptproduzent auf. Für die erste CD produzierte er die Lieder Von mir geliebt, Frau in Tansania, Vergeben & Verzeihen und Rendezvous mit einem Engel. Die musikalische Untermalung zu Geiles Leben, Liebe, Sex und Zärtlichkeit und Crips, Bloods & Hollywood wurde von 7inch beigesteuert. Des Weiteren wurden Mach Dir keine Sorgen von Mikko Tamminen, Relax von Jopez und Love vs. Hate von Whizz Vienna produziert. Der zweite mit „Twilight Zone“ betitelte Teil des Albums wurde ebenfalls zum Großteil von Dirty Dasmo produziert. Als einzige Ausnahme wurde die Musik zu Master Of Seduction von Flash Gordon beigesteuert. Außerdem tritt der Sänger Vasee auf den Stücken Der Chef der Bank und Tonight neben Dasmo als Co-Produzent auf. An der Entstehung von Join The Lovemovement und Sweet Mango Summer (SMS) war Tobi Smith beteiligt.
Im Anschluss an die Aufnahmen erfolgte die Abmischung der Stücke. Die erste CD wurde von Tobi Smith und Dirty Dasmo im Beats and Sound Studio abgemischt. Ausgenommen ist dabei der Song Mach Dir keine Sorgen, der von Mikko Tamminen in Finnland nachbearbeitet wurde. Die Abmischung der zweiten CD erfolgte durch Volker „IDR“ Gebhardt für Hustle Heart im Children of Soul Studio. Nach der Abmischung wurde die Produktion mit dem Mastering abgeschlossen. Der erste Teil des Albums wurde von Jens „Jeanz“ Baumgart im Stutt i/O TonStudio  gemastert. Volker „IDR“ Gebhardt übernahm das Mastering der zweiten CD.
Stilistisch ist die Musik der zweiten CD an die in den 1990er Jahren populäre Musik Eurodance angelehnt. Um eine größtmögliche Nähe zu diesem Genre herzustellen, wurde auf modernere Produktionsmöglichkeiten wie dem Sidechain Kompressor verzichtet. Einige Lieder nehmen direkten Bezug zu einzelnen Stücken des Eurodance. So wurde bei der Produktion des Stücks Sweet Mango Summer (SMS) die Idee umgesetzt, eine an Coco Jamboo von Mr. President angelehnte musikalische Untermalung zu gestalten.

## Illustration
Das Cover zu Liebe, Sex und Twilight Zone ist stark an die Illustration des Vorgängeralbums T.A.F.K.A.A.Z. :D angelehnt. Anders als bei dem Cover zu Kaas’ Debütalbum handelt es sich um ein Foto, auf dem eine Frau mit freiem Oberkörper erkennbar ist. Das Cover-Foto wurde von Luca & Ve’ geschossen. Für das Back-Cover zur zweiten Hälfte des Albums „Twilight Zone“ war Binh verantwortlich. Wie im Falle von T.A.F.K.A.A.Z. :D wurde die Gestaltung des Artworks von Daniel W. übernommen.
In einer Negativ-Rangordnung der Internetseite Laut.de Ende Mai 2011 über die aus Redaktionssicht „25 schlimmsten Cover“ wurde die Illustration des Front-Covers zu Liebe, Sex und Twilight Zone auf Platz 6 positioniert. Dazu kommentierte die Redaktion: „Der Rapper der Liebe fordert sein Publikum wirklich auf allen Sinnesebenen. Irgendwie passt es ja: Das Cover ist fürs Auge, was Eurodance fürs Ohr darstellt. Harter Stoff.“

## Vermarktung

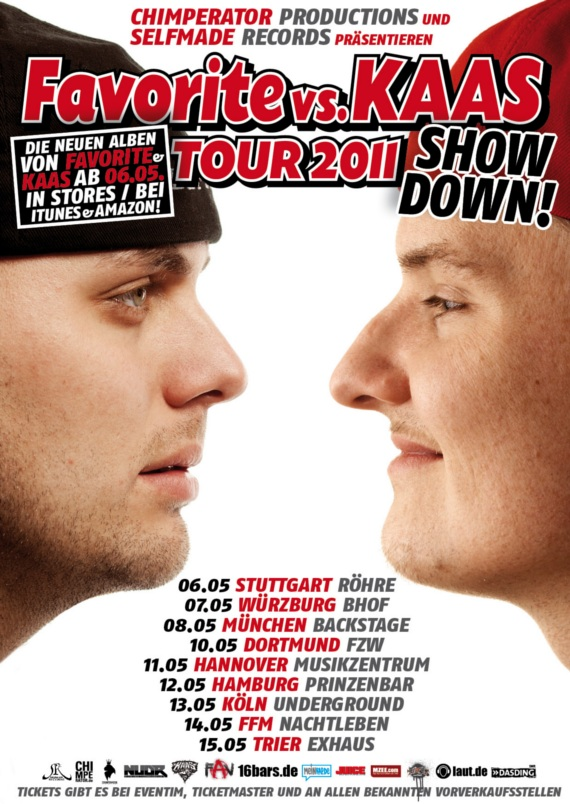
Tourneeplakat der „Favorite vs. Kaas Tour“

### Kostenlose Lieder
Für die Mai/Juni-Ausgabe des Hip-Hop-Magazins Juice stellte Kaas den Titel „Kaas ist wie“ als sogenanntes Juice Exclusive! zur Verfügung.

### Videos
Der Titel Von mir geliebt wurde als erstes Stück des Albums als Video umgesetzt. Dieses hatte seine Premiere am 25. März 2011 auf der Internetseite 16bars.de. Es folgte die Umsetzung des zuvor exklusiv für das Hip-Hop-Magazin bereitgestellte Lied Kaas ist wie. Als erster Song der zweiten CD Twilight Zone wurde ein Video zu Planet of Love gedreht. Zur Album-Veröffentlichung erschien zudem ein Video zu Sweet Mango Summer. Dieses spielt auf einem Spielplatz und endet mit einem Hinweis auf die Initiative Vermisste Kinder. Für die Internetseite der Backspin entstand das Lied Alle Finger auf mich, das ebenfalls visuell umgesetzt wurde.

### Tournee
Am 6. Mai begann Kaas eine Konzert-Tournee mit dem bei Selfmade Records unter Vertrag stehenden Rapper Favorite. Die beiden Musiker absolvieren ihre Tournee unter dem Titel „Favorite vs. KAAS Tour 2011“. Nach neun Auftritten endete die Tour am 15. Mai 2011 in Trier.

## Rezeption

### Chartplatzierung
Liebe, Sex und Twilight Zone stieg auf Platz 39 der deutschen Album-Charts ein. Es stellt somit Kaas’ erfolgreichste Veröffentlichung dar.

### Kritik
Dani Fromm verfasste für die Internetseite Laut.de einen Beitrag über Liebe, Sex und Twilight Zone, in dem sie Kaas’ Ansatz Liebe zu propagieren und damit den verbreiteten negativen Inhalten der Rap-Musik einen „farbenfrohen Gegenpol“ entgegenzusetzen lobte, aber Kritik an der Umsetzung äußerte. Das Album wurde mit drei von möglichen fünf Bewertungspunkten ausgezeichnet. Fromm lobt das „überbordende Talent“ des Musikers, sich Geschichten auszudenken. Auch seine technischen Fähigkeiten als Rapper sowie den Mut und die klassische Bildung, die er durch die Umsetzung des Stücks Crips, Bloods & Hollywood, als Neuinterpretation von Friedrich Schillers Die Bürgschaft, unter Beweis stellt, werden positiv hervorgehoben. Dagegen polarisieren Kaas’ Stimmlage und seine gesungenen Refrains. Negative Kritik erhalten die Lieder Mach Dir keine Sorgen und Vergeben & Verzeihen, welches in „schauderhafte Schlager-Gefilde“ abdrifte. Die zweite CD von Liebe, Sex und Twilight Zone, die als Eurodance-Album konzipiert ist, zeige, dass Kaas die „weithin geächtete Klangästhetik“ liebe. Für Dani Fromm ist spürbar, dass der Rapper versuche, dem Musikgenre Inhalt zu geben. Das Resultat wird in textlicher Hinsicht positiv bewertet. Dies ändere jedoch nichts daran, dass die musikalische Eurodance-Untermalung minderwertig sei.
In einer Kritik von Daniel Decker für den Blog Jahrgangsgeräusche wird Liebe, Sex und Twilight Zone als „großartiges Hip-Hop-Album mit elf trashigen Bonus-Tracks“ bezeichnet. Kaas könne im Hinblick auf das Thema Liebe und die Förderung durch den Berliner Kool Savas mit Eko Fresh verglichen werden. Der Unterschied liege jedoch darin, dass sich Eko Fresh durch Selbstüberschätzung auszeichnete, während Kaas’ Musik für „Irrsinn und Ironie“ stehe. Decker lobt die beigesteuerte musikalische Untermalung von 7inch, der mit Liebe, Sex und Zärtlichkeit eine an den Stil des US-Amerikaners Kanye West erinnernden Beat produziert habe. Auch Whizz Vienna sowie die Gastrapper Kamp und Casper können auf Love vs. Hate überzeugen. Auf der zweiten CD sei vieles „grenzwertig.“ So schrecke etwa der „missionarische Song“ Jesus Loves Me ab. Die Texte halten jedoch das Niveau der ersten CD. Zusammenfassend wird Kaas’ Eurodance-Projekt Twilight Zone als kurzweiliger Spaß charakterisiert.
Das Hip-Hop-Magazin Juice behandelte Liebe, Sex und Twilight Zone in der Rubrik „Battle of the Ear“. Im Zug dessen werden die erste CD des Doppel-Albums der zweiten Album-Hälfte gegenübergestellt und zwei unterschiedliche Bewertungen vorgenommen. Die erste CD wird durch die Redaktion mit vier von möglichen sechs „Kronen“ bewertet. Positive Kritik äußert der zuständige Redakteur Stephan Szillus an der Instrumentierung, die ein „zeitgemäßes Klangbild“ ergebe. Als Höhepunkt der Veröffentlichung wird das Stück Love vs. Hate hervorgehoben. Dieses zeichne durch ein „prägnantes Soul-Sample“ und einer gescratchten Hookline aus. Ebenfalls positiv fallen die Wertungen der Lieder Relax und Crips, Bloods und Hollywood aus. Auch die Gesangspassagen der meisten Stücke seien überwiegend gelungen. Rendezvous mit einem Engel findet Lob für Kaas’ Text, sei jedoch „latent kitschig“. Die Wertung der zweiten Album-Hälfte fällt mit einer von möglichen sechs vergebenen „Kronen“ deutlich negativer aus. Szillus kommentiert die „Twilight-Zone“-Hälfte als „krasser künstlerischer Irrweg“. Sowohl die „Klangästhetik“ als auch die einfältigen Texte werden negativ bewertet. Die Behauptung, dass Kulturgüter wie etwa Eurodance so schlecht seien, „dass es schon wieder gut ist“ treffe nicht zu und sei von Journalisten wie Benjamin von Stuckrad-Barre bereits vor längerer Zeit „überzeugend entkräftet“ worden.